# 群馬日建工科専門学校

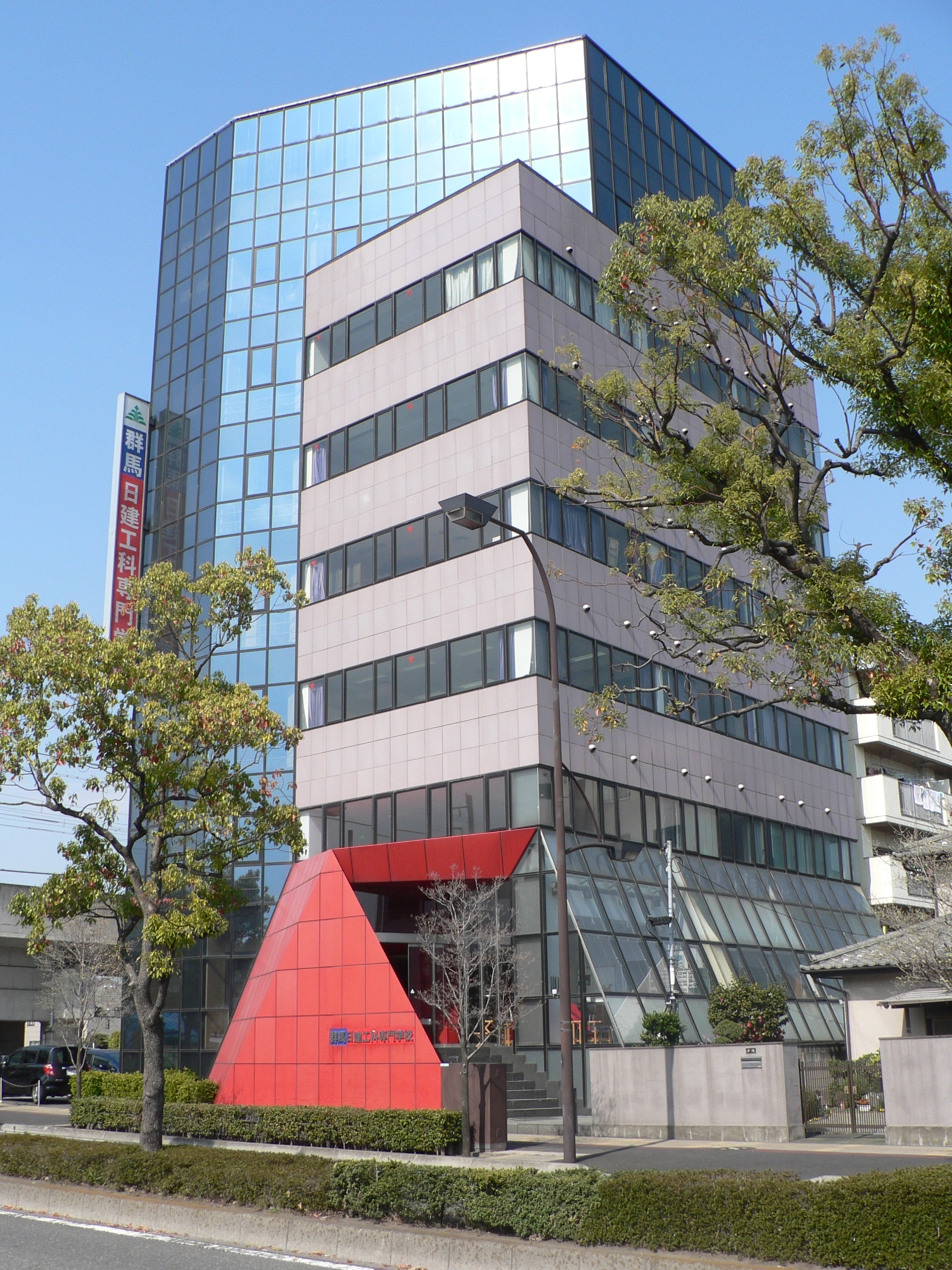
群馬日建工科専門学校

群馬日建工科専門学校（ぐんまにっけんこうかせんもんがっこう）とは、群馬県前橋市にある建築の専修学校。建築士試験受験資格認定校。学校法人朋学舎が運営。

## 沿革
1997年、学校法人朋学舎群馬日建工科専門学校として設置認定される。
1998年、群馬日建工科専門学校開校。同年10月、二級建築士試験受験資格認定校となる。
1999年、一級建築士受験資格認定校となる。
2008年4月、建築CAD設計科から建築設計科に学科名変更。同時にインテリアデザイン科を設置する。